# The Samuel Jackson Five
The Samuel Jackson Five (SJ5) é uma banda norueguesa de post rock. Após surgir como um grupo de drum n' bass, o SJ5 mudou de integrantes e de estilo, até chegar à configuração atual.
O álbum Easily misunderstood foi escolhido como "Melhor álbum instrumental" pelo sítio estadunidense decoymusic.com.
O nome do grupo é uma amalgamação dos nomes do ator Samuel L. Jackson e da banda The Jackson Five, ambos estadunidenses.

## Discografia
- Same Same, But Different (2004)
- Metronomicon Audio 2.0 compilation (2005)
- Easily misunderstood (2005)
- Goodbye Melody Mountain (2008)
- The Samuel Jackson Five (2012)